# Georg Matthäus Gattenhof
Georg Matthäus Gattenhof oder Gattenhoff (auch Georg Matthaeus oder Matthaeus Gattenhof; * 22. August 1722 in Münnerstadt; † 16. Januar 1788 in Heidelberg) war ein deutscher Mediziner, Botaniker und Hochschullehrer.

## Leben
Gattenhof war Sohn eines Goldschmieds. Seine frühe Ausbildung ist unbekannt. Er wurde am 26. November 1738 an der Universität Würzburg immatrikuliert und setzte seine Studien an der Universität Bamberg fort, an der er den philosophischen Magistergrad erhält. Anschließend widmete er sich an der Universität Göttingen dem Studium der Medizin, das er an der Universität in Würzburg fortsetzte. Das medizinische Examen bestand er 1748 in Würzburg. Noch 1748 wurde er Stadtphysicus von Gernsheim, 1749 Stadt- und Landphysicus von Bruchsal. Am 9. September 1749 immatrikulierte er sich außerdem, mittlerweile als Lic. med., an der Universität Heidelberg. Dort wurde er noch 1749 zum Doktor der Medizin promoviert. Von 1750 bis zu seinem Tod 1788 wirkte er als Stadtphysicus von Heidelberg. Zudem war er auch Leibarzt mehrere Würdenträger, darunter der Fürstbischof von Speyer Franz Christoph von Hutten zum Stolzenberg.
Gattenhof wurde am 5. August 1750 auf die Stelle als ordentlicher Professor der Physiologie, Anatomie, Pathologie und Chirurgie berufen. 1767 rückte er als Professor der medizinischen Praxis auf die erste Professur der Medizinischen Fakultät vor. Ab 1767 wurde ihm außerdem die Professur für Arzneimittellehre sowie Botanik übertragen.
Gattenhof hatte mehrfach Ämter der akademischen Selbstverwaltung inne, so war er 1754, 1762 und 1784 Rektor der Universität, sowie ab 1782 bis zu seinem Tod Prokanzler der Universität. Der Medizinischen Fakultät stand er 1753, 1756, 1758, 1761, 1764, 1767, 1770, 1775, 1779, 1783 sowie 1788 bis zu seinem Tod als Dekan vor. Er verfasste die Bestimmungen über die Medizinische Fakultät in den Universitätsstatuten von 1786.
Gattenhof führt zusammen mit Daniel Wilhelm Nebel die Impfung gegen die Blattern in Heidelberg ein. Außerdem machte er sich um den neuen Botanischen Garten in Heidelberg verdient, der 1708 angelegt wurde.

## Werke (Auswahl)
- Inflammationis Causae Et Eventus Dissertatione Inaugurali , Haener, Heidelberg 1765.
- Caloris Febrilis, Wiese, Heidelberg 1778.
- Dissertationes Medicae Et Programmata, Pfähler, Heidelberg 1791.
- Georg Matth. Gattenhoff Sämtliche akademische Werke, zusammengetragen und übersetzt von Johann Andreas Jacob Varnhagen, Dänzer, Düsseldorf 1795.